# Three Bridges
Three Bridges is een plaats in het bestuurlijke gebied Crawley, in het Engelse graafschap West Sussex. 

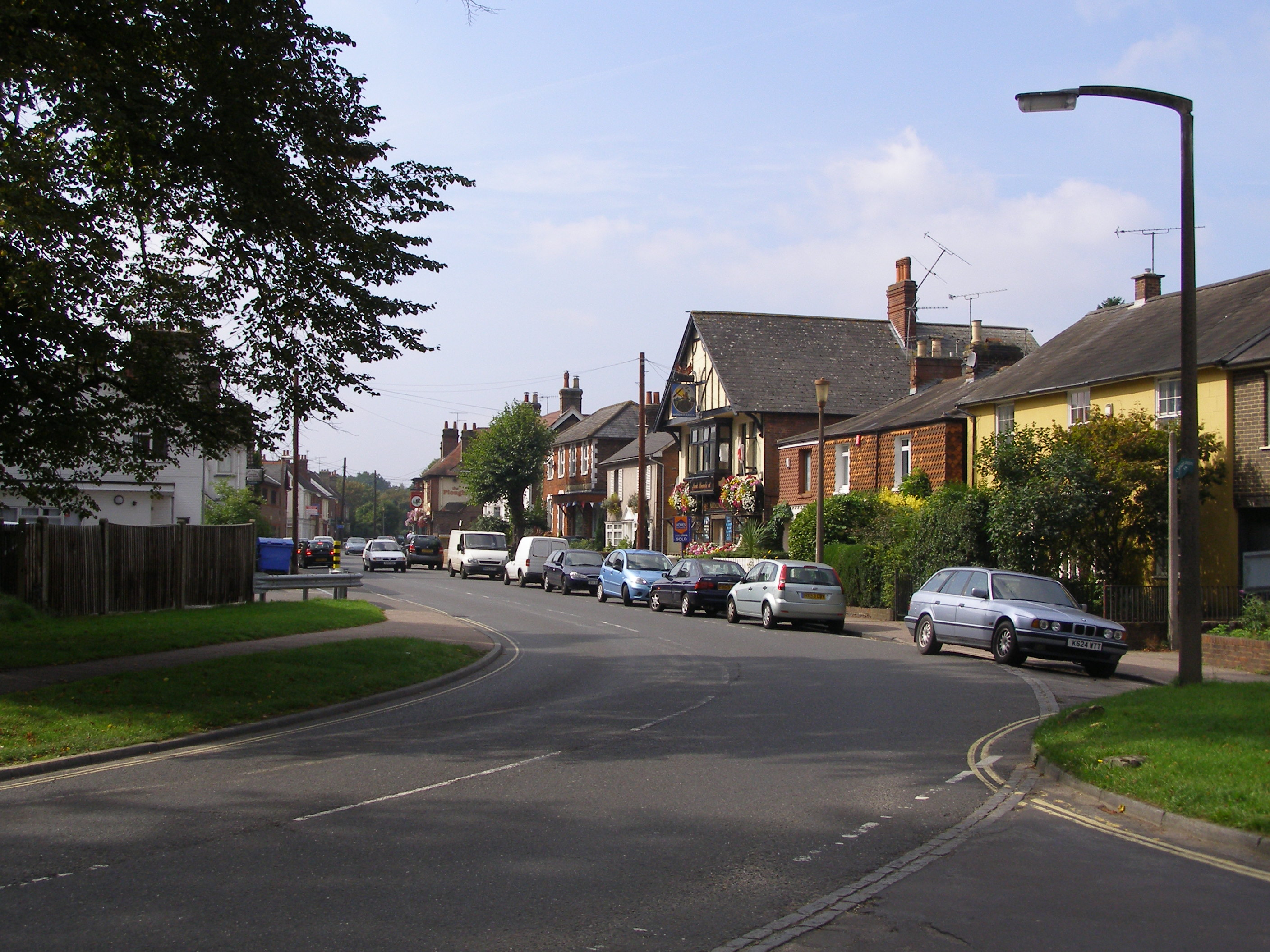
Three Bridges